# Avenida Doutor Ricardo Jafet
Avenida Doutor Ricardo Jafet é um logradouro de São Paulo, considerado uma importante via, principalmente para os distritos do Cambuci, Mooca, Liberdade, Ipiranga, Vila Mariana, Saúde, Sacomã, Vila Prudente, Jabaquara, entre outros. Ela é o caminho da Rodovia dos Imigrantes, que liga São Paulo ao litoral.
Inicia-se no bairro do Ipiranga, na Praça do Monumento. Quando segue-se no sentido litoral, e se olha para o lado direito da avenida, é denominada região da Vila Mariana. A região oposta é o Ipiranga.
No meio da avenida, depois do cruzamento com a Rua Vergueiro, há a Estação Santos-Imigrantes da Linha 2-Verde do Metrô de São Paulo, o que torna outro motivo para o movimento na avenida.
A avenida também é um caminho importante para os moradores da região do Ipiranga/Cursino/Saúde que queiram acessar a Avenida dos Bandeirantes, Marginal Pinheiros, Marginal Tietê e Avenida do Estado, além de ser rota para o Zoológico de São Paulo, a São Paulo Expo (antigo Centro de Exposição Imigrantes), o ABC Paulista, entre outros locais importantes para São Paulo.
O riacho do Ipiranga está canalizado abaixo dela. É contígua com a Av. Professor Abraão de Moraes.

## Nomenclatura
Antes de receber o nome atual, a avenida já recebeu duas outras denominações: Av. Tereza Cristina e Av. Água Funda. Seu nome atual é homenagem a Ricardo Nami Jafet.

## Ornamentação
Em 2013, ganhou um jardim em seu canteiro, na altura das ruas Vergueiro e Rodrigo Vieira, na Chácara Klabin, no distrito da Vila Mariana, por iniciativa da Subprefeitura da Vila Mariana.